# Pradikta Wicaksono
Pradikta Wicaksono (nacido el 10 de enero de 1986, Yakarta), conocido también como Dikta. Es un cantante indonesio. Es uno de los intérpretes que forma parte de la banda musical Yovie & Nuno, junto a Dudi Oris. Se unió a Yovie y Nuno en 2007.

## Biografía
Pradikta Wicaksono nació en Yakarta, Indonesia, el 10 de enero de 1986. Fue el segundo hijo de tres hermanos.

## Discografía

### Junto a Yovie & Nuno

#### Álbumes
- The Special One (2007)
- Winning Eleven (2010)

#### Singles
- Galau (2012)